# Salomon Heine
Salomon Heine (19 de outubro de 1767 – 23 de dezembro de 1844) era comerciante e banqueiro em Hamburgo. Heine nasceu em Hannover. Sem dinheiro, ele veio para Hamburgo em 1784 e, nos anos seguintes, adquiriu ativos consideráveis. Era do conhecimento geral que ele era benfeitor e patrono de seu sobrinho Heinrich Heine. Por causa de sua riqueza - na época de sua morte, seu patrimônio valia cerca de 110 milhões euros - ele foi chamado de "Rothschild de Hamburgo", em alusão à família bancária de Rothschild.

## Vida
Heine aprendeu o comércio bancário no Bankhaus Popert em Hamburgo. Posteriormente, ele começou seu próprio negócio como corretor de projetos, cooperando estreitamente com Emanuel Anton von Halle . Em 1797, junto com Marcus Abraham Heckscher (1770-1823), fundou o banco comercial Heckscher & Co. Em 1818, agora sendo o único diretor executivo, ele mudou o nome da empresa para Bankhaus Salomon Heine. Nos anos seguintes, ele se tornou um dos banqueiros de maior sucesso de Hamburgo da época.

### Promotor do poeta Heinrich Heine
Salomon Heine deixou o jovem Heinrich Heine trabalhar e aprender em seu banco de Hamburgo Heckscher & Co. e, eventualmente, ofereceu a Heinrich uma posição na empresa de roupas Harry Heine & Comp. Heinrich, porém, que se apaixonara pela filha de Salomon, Amalie, dedicou-se principalmente à poesia e se interessou muito pouco pelos negócios. Logo ele teve que declarar falência. Salomon Heine ficou irritado por seu sobrinho escolher a poesia como um modo de vida, no qual ele próprio não via dinheiro. Sua desaprovação tornou-se aparente no ditado: " Hätt er gelernt era Rechtes, müsst er nicht schreiben Bücher (se ele tivesse aprendido algo apropriado, não precisava escrever livros)". No entanto, Salomon pagou pelos estudos de Heinrich em Jurisprudência e até sua morte, ele regularmente concedia ajuda financeira a Heinrich.

### Benfeitor de Hamburgo
A recompensa de Salomon Heine e sua posição como benfeitor são trocadas por uma anedota: emissários de uma ordem religiosa que pretendiam construir um hospital estavam pedindo doações aos ricos residentes de Hamburgo. A ordem foi então solicitada a entrar em contato com o banqueiro judeu Heine, o povo doaria a mesma quantia que Heine mais um Thaler adicional. Os frades contaram a Heine a reação dos comerciantes e ele os deixou citar o preço da construção do hospital. Heine pagou exatamente metade, então os outros empresários, vinculados por suas palavras, foram obrigados a financiar o restante.
Além disso, Heine trabalhou em Hamburgo pelo resto da vida. Após o desastroso Grande Incêndio de Hamburgo, em 1842, ele participou da reconstrução da cidade com seus bens privados. Além disso, ele fundou o Hospital Israelita de Hamburgo em memória de sua esposa Betty, que havia morrido em 1837. Heinrich Heine elogiou a fundação de seu tio na forma de um poema "Das neue israelitische Hospital zu Hamburg", publicado no volume "Neue Gedichte".
O que Heine, como personalidade, significava para Hamburgo foi mais claramente demonstrado em seu funeral. Isso se transformou em uma demonstração de popularidade conectada: milhares de pessoas, tanto judeus quanto cristãos, acompanharam espontaneamente Heine em sua última jornada ao cemitério judeu de Ottensen.